# 砂上史子
砂上 史子（すながみ ふみこ、1972年 - ）は、日本の教育学者、千葉大学教授・放送大学客員教授。

## 人物・来歴
1994年富山大学教育学部幼稚園教員養成課程卒業。日本女子大学大学院、お茶の水女子大学大学院博士課程中退、2013年「幼稚園における子ども同士の同型的行動の研究」で白梅学園大学より博士（子ども学）の学位を取得。2001年弘前大学教育学部講師。2005年千葉大学教育学部講師。2007年教育学部准教授を経て、同教授。
2015年、放送大学客員教授。
2023年こども家庭庁こども家庭審議会委員。専門分野：保育学。

## 著書
- 『「おんなじ」が生み出す子どもの世界 幼児の同型的行動の機能』東洋館出版社, 2021.10

### 共編著
- 『〈領域〉環境 (事例で学ぶ保育内容)』福元真由美編者代表,浜口順子,井口眞美 編,亀井彩, 中野圭祐, 山田有希子, 野口隆子共著. 萌文書林, 2007.1
- 『〈領域〉表現 (事例で学ぶ保育内容)』浜口順子 編者代表,松井とし,岩立京子編, 吉川はる奈, 宮里暁美, 仲明子, 友定啓子共著. 萌文書林, 2007.1
- 『保育内容領域「言葉」 言葉の育ちと広がりを求めて』秋田喜代美,中坪史典共編. みらい, 2009.4
- 『保育内容「表現」』 (最新保育講座）平田智久,小林紀子共編. ミネルヴァ書房, 2010.3
- 『子ども理解と援助』 (最新保育講座）高嶋景子,森上史朗共編. ミネルヴァ書房, 2011.4
- 『保育現場の人間関係対処法 事例でわかる!職員・保護者とのつきあい方』編著. 中央法規出版, 2017.11
- 『ここがポイント!3法令ガイドブック 新しい『幼稚園教育要領』『保育所保育指針』『幼保連携型認定こども園教育・保育要領』の理解のために』無藤隆,汐見稔幸共著. フレーベル館, 2017.5
- 『保育内容健康』 (乳幼児教育・保育シリーズ) 吉田伊津美,松嵜洋子共編著. 光生館, 2018.3
- 『子ども理解と援助』 (新しい保育講座）髙嶋景子共編著. ミネルヴァ書房, 2019.4
- 『保育内容「表現」』 (新しい保育講座）小林紀子,刑部育子共編著. ミネルヴァ書房, 2019.4
- 『子どもの姿からはじめる領域・言葉』 (シリーズ知のゆりかご) 秋田喜代美,三宅茂夫 監, 秋田喜代美共編, みらい, 2020.12

### 翻訳
- S.D.ハロウェイ『ヨウチエン 日本の幼児教育、その多様性と変化』高橋登, 南雅彦共訳. 北大路書房, 2004.5
- グラハム・R・ギブズ『質的データの分析 (SAGE質的研究キット』一柳智紀, 一柳梢共訳. 新曜社, 2017.12